# Meenakshi Amma
Meenakshi Amma (1941) és una practicant i professora de kalaripayattu, l'art marcial més antiga de l'Índia i originària del que ara és l'estat de Kerala.
El 2017, als 73 anys, va rebre el Padma Shri, el quart premi civil més important de l'Índia per les seves contribucions en la preservació del kalaripayattu. És la practicant de major edat així com la única dona d'aquesta art marcial, que ha rebut el Padma Shri.

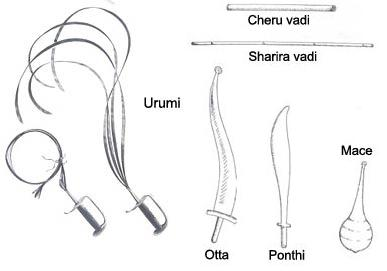
Armes típiques del kalaripayattu

És natural de Vadakara, una ciutat del nord de Kerala. Cada any, entre 150 i 160 estudiants aprenen kalaripayattu al seu kalari (escola d'arts marcials) Kadathanadan Kalari Sangam, on ensenya des de fa més de 56 anys.
Meenakshi Amma inicià la seva formació en kalaripayattu a l'edat de set anys amb el mestre VP Raghavan, amb qui es va casar als 17 anys. Després de la mort del seu marit, el 2007, fou ella qui va prendre les regnes del Kadathanattu Kalari Sangham. És una lluitadora experta, ben versada en l'ús de totes les armes del kalaripayattu, que van des del bastó fins a l'urumi (arma que resulta difícil de dominar fins i tot als experts).
La seva família també practica el kalarippayattu. En aquest sentit, explica que "Els meus quatre fills [dos homes i dues dones] estan formats en el kalaripayattu, igual que tots els meus nets. De fet, en aquesta regió, l'antiga Kadathunadu, que fou en el passat la llar de lluitadors com Thacholi Othenan i de clans guerrers, el kalaripayattu encara és una forma de vida i aquí no hi ha cap home, dona o nen que no hagi après aquesta art marcial. en aquest kalari". Un dels seus fills també és ara un "Gurukkal" (professor de kalaripayattu).
El kalari, que és visitat per molts estudiants fins i tot de l'estranger, encara manté el sistema de valors tradicional. No hi ha cap quota per a les classes i s’accepten diners en forma de dakshina i despeses per l'oli utilitzat al kalari.